# Barbot-Siper/Saison 2010
Dieser Artikel listet Erfolge und Mannschaft des Radsportteams Barbot-Siper in der Saison 2010 auf.

## Erfolge in der UCI Europe Tour
In der Saison 2010 gelangen dem Team nachstehende Erfolge in der UCI Europe Tour.
| Datum      | Rennen                                                 | Kat. | Fahrer           |
| ---------- | ------------------------------------------------------ | ---- | ---------------- |
| 18. April  | 5. Etappe Vuelta a Castilla y León                     | 2.1  | Sérgio Ribeiro   |
| 11. Juni   | 2. Etappe Volta ao Alentejo                            | 2.2  | Bruno Pires      |
| 27. Juni   | Portugiesische Meisterschaft – Straßenrennen           | NC   | Rui Sousa        |
| 8. Juli    | 1. Etappe Grande Prémio Internacional de Torres Vedras | 2.2  | Bruno Lima       |
| 6. August  | 2. Etappe Volta a Portugal                             | 2.1  | Sérgio Ribeiro   |
| 11. August | 6. Etappe Volta a Portugal                             | 2.1  | Joaquín Ortega * |
| 13. August | 8. Etappe Volta a Portugal                             | 2.1  | Sérgio Ribeiro   |
| 14. August | 9. Etappe Volta a Portugal                             | 2.1  | David Bernabéu   |

 *  Aberkannt wegen Dopings

## Zugänge – Abgänge
| Zugänge         | Team 2009                | Abgänge           | Team 2010                |
| --------------- | ------------------------ | ----------------- | ------------------------ |
| Rui Sousa       | Liberty Seguros          | Félix Vidal Celis | Footon-Servetto          |
| Bruno Lima      | Madeinox Boavista        | Bruno Pinto       | Centro Ciclismo de Loulé |
| Joaquín Ortega  | CCN–Valencia Terra i Mar | Bruno Castanheira | Unbekannt                |
| Carlos Baltazar | Neoprofi                 | Samuel Coelho     | Unbekannt                |
| César Fonte     | Neoprofi                 | Luis Fernández    | Unbekannt                |
|                 |                          | Carlos Pinho      | Unbekannt                |
|                 |                          | Ricardo Pinto     | Unbekannt                |
|                 |                          | Tiago Pinto       | Unbekannt                |

## Mannschaft
| Name            | Geburtstag        | Nationalität |
| --------------- | ----------------- | ------------ |
| António Amorim  | 19. Mai 1985      | Portugal     |
| Carlos Baltazar | 10. August 1987   | Portugal     |
| David Bernabéu  | 9. Januar 1975    | Spanien      |
| Mário da Costa  | 15. November 1985 | Portugal     |
| César Fonte     | 10. Dezember 1986 | Portugal     |
| Bruno Lima      | 5. November 1985  | Portugal     |
| Hélder Oliveira | 20. Februar 1983  | Portugal     |
| Joaquín Ortega  | 19. März 1981     | Spanien      |
| Bruno Pires     | 15. Mai 1981      | Portugal     |
| Sérgio Ribeiro  | 28. November 1980 | Portugal     |
| Rui Sousa       | 17. Juli 1976     | Portugal     |